# مارتن ماكس
مارتن ماكس (7 أغسطس 1968 بولندا - ) هو لاعب كرة قدم ألماني متقاعد، يلعب كمهاجم.
أحد أقدم الفائزين بلقب هداف الدوري الألماني، وكان بعمر 32 ثم بعمر 34 عامًا، ويمثل أربعة فرق في بلده الذي تبناه.

## وصلات خارجية
مارتن ماكس على موقع قاعدة بيانات كرة القدم.إي يو (الإنجليزية)
- مارتن ماكس على موقع بيانات كرة القدم. دي إي (الألمانية)
- مارتن ماكس على موقع ناشيونال فوتبول تيمز (الإنجليزية)
- مارتن ماكس على موقع عالم كرة القدم.نت (الإنجليزية)